# Ellen Willmott
Ellen Ann Willmott (1858 - 1934 ) fue una botánica y horticultora inglesa. Cultivó más de 100.000 especies de plantas y patrocinó expediciones para descubrir nuevas especies.

## Biografía
Era aborigen de Heston, Middlesex, la mayor de tres hijas del abogado Frederick Willmott (1825-1892), y de Ellen Willmott (- 1898) Con sus hermanas asistieron a la escuela exclusiva del convento católico Gumley House durante varios años.
En 1875, con su familia se mudaron a Warley Place, en Great Warley, Essex, la finca rural de más de 13 hectáreas, que ella heredó al fallecer su padre en 1898. La familia era aficionada a la jardinería y administraba los jardines en Warley. Uno de los desarrollos más ambiciosos fueron un jardín alpino, incluyendo un gorge y una rocalla, que el padre de Ellen le dio permiso para crear en su 21 cumpleaños.
Willmott recibió una sustancial herencia cuando su madrina, Helen Tasker, murió. Esto le permitió comprar su primera propiedad cerca de Aix-les-Bains, Francia, en 1890.

### Últimos años
Realizó gastos prodigiosos durante su vida, causándole dificultades financieras, obligándola a vender sus propiedades francesas e italianas, y, finalmente, sus posesiones personales. Se fue convirtiendo en cada vez más excéntrica y paranoide; era de colocar trampa cazabobos en su finca para disuadir a los ladrones y llevaba un revólver en su bolso Hasta fue arrestada sospechosa de raterismo en 1928, aunque más tarde fue absuelta.
En 1934, falleció de un ateroma y embolia de arteria coronaria, a los 76. Warley Place afrontó sus deudas y su hogar fue demolido en 1939, aunque se rechazaron planes para desarrollar una urbanización en el sitio. Más tarde fue designado como cinturón verde y pasó a ser reserva natural.

## Algunas publicaciones

### Libros
- 1909. Warley Garden in Spring and Summer, 40 p.[1]

- 1910. The Genus Rosa, 551 p. 1.er v. 1910, 2.º v. 1914.[3] incluye 132 témperas de rosas pintadas por Alfred Parsons entre 1890 a 1908, que ahora están en poder del Lindley Library de Londres (Cory Bequest).[9] Willmott también le encargó a Parsons para pintar sus tres jardines.[10] Queen Mary, Queen Alexandra, y la Princesa Victoria son conocidas de visitarla en Warley Place.[8] En 1914, se inició una disputa pública amarga con el horticultor E.A. Bowles sobre algunas observaciones sobre jardines de rocas hechas por Reginald Farrer en su prólogo a uno de los libros de Bowles '.[11]

## Honores

### Membresías
- miembro influyente de la Royal Horticultural Society
- 1897: receptora de la primera Medalla Victoria de Horticultura.

### Eponimia
Más de 60 plantas se han nombrado después de ella o de su casa, Warley Place.
- La abreviatura «E.Willm.» se emplea para indicar a Ellen Willmott como autoridad en la descripción y clasificación científica de los vegetales.[12]